# 二次元狂热

《二次元狂热》总第一期的封面

《二次元狂热》（英語：Two Dimensions Mania，简称）是在中国大陆发行的一本动漫杂志，创刊于2008年9月，每月一刊，每期会附赠一张光盘，内含各种盜版的视频或者音频内容。相比一般中国大陆的动漫杂志，《二次元狂热》更注重深度报道和解析的内容，被一些人认为是相对专业的动漫杂志。
《二次元狂热》主编是JEDI，他同时也是《动画基地》执行主编。
2013年10月，北京市新聞出版局對未经批准擅自出版《二次元狂热》及腐女子杂志《801彼女》的北京东方梦华文化发展有限公司罰款約人民幣22萬元。

## 栏目

### 固定栏目
- 河蟹子相谈室
- 二次元资讯
- 东方专区
- 萌绘师
- 本期特辑

## 副刊
- 二次元创造
- 二次元画刊
- 二次元音乐
- 二次元研究

## 增刊
- 《伽蓝幻梦》（空之境界增刊）
- 《初音舞踏祭》
- 《炼狱绝响》（龙骑士07增刊）
- 《东方梦华录》1、2、3、4
- 《新房默示录》
- 《英灵镇魂歌》1、2（FATE增刊）